# Santa Cruz dos Lopes
Santa Cruz dos Lopes é um distrito do município brasileiro de Itararé, no interior do estado de São Paulo.

## História

### Formação administrativa
- Distrito policial de Santa Cruz dos Lopes criado em 03/08/1911 no município de Itaporanga, extinto em 1945[3].
- Decreto nº 41.937 de 20/05/1963 - Cria a 2.ª Subdelegacia de polícia - Santa Cruz dos Lopes - no distrito e município de Itararé[4].
- Pedido para criação do distrito através de processo que deu entrada na Assembléia Legislativa do Estado de São Paulo no ano de 1963, mas como não atendia os requisitos necessários exigidos por lei para tal finalidade o processo foi arquivado[5].
- Distrito criado pela Lei n° 4.954 de 27/12/1985, com sede no Povoado de Santa Cruz dos Lopes e com território desmembrado do distrito de Itararé[6][7].

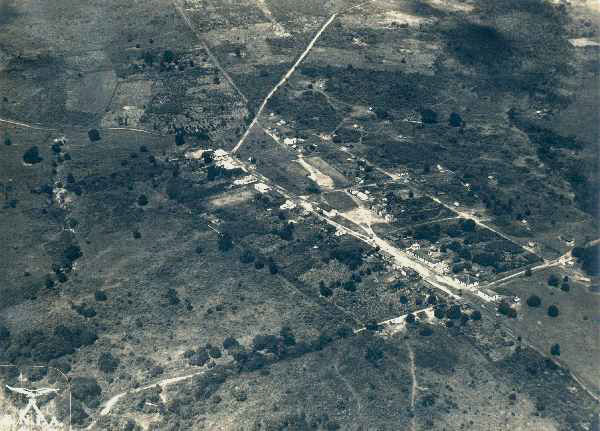
Vista aérea (1940).

### Pedido de emancipação
O distrito tentou a emancipação político-administrativa e ser elevado à município, através de processo que deu entrada na Assembléia Legislativa do Estado de São Paulo no ano de 1994, mas o processo encontra-se com a tramitação suspensa.

## Geografia

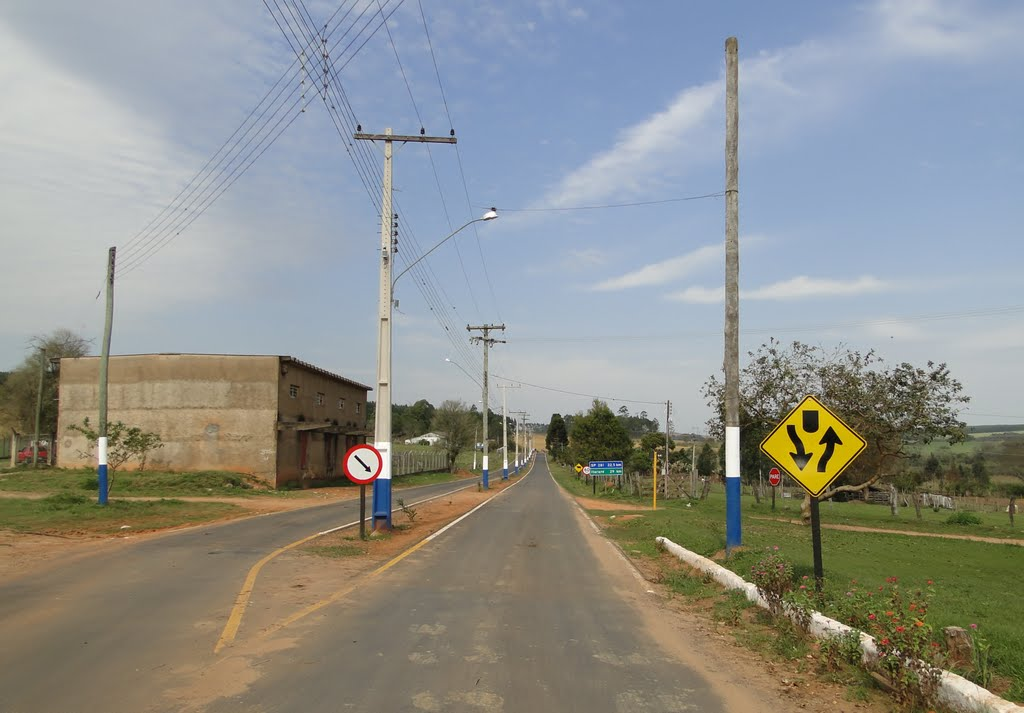
Entrada do distrito.

### Demografia

#### População urbana
| Crescimento população urbana | Crescimento população urbana | Crescimento população urbana | Crescimento população urbana |
| Censo                        | Pop.                         |                              | %±                           |
| ---------------------------- | ---------------------------- | ---------------------------- | ---------------------------- |
| 1991                         | 425                          |                              | —                            |
| 2000                         | 350                          |                              | −17,6%                       |
| 2010                         | 282                          |                              | −19,4%                       |
| Fonte: IBGE e Fundação SEADE |                              |                              |                              |

#### População total
Pelo Censo 2010 (IBGE) a população total do distrito era de 497 habitantes.

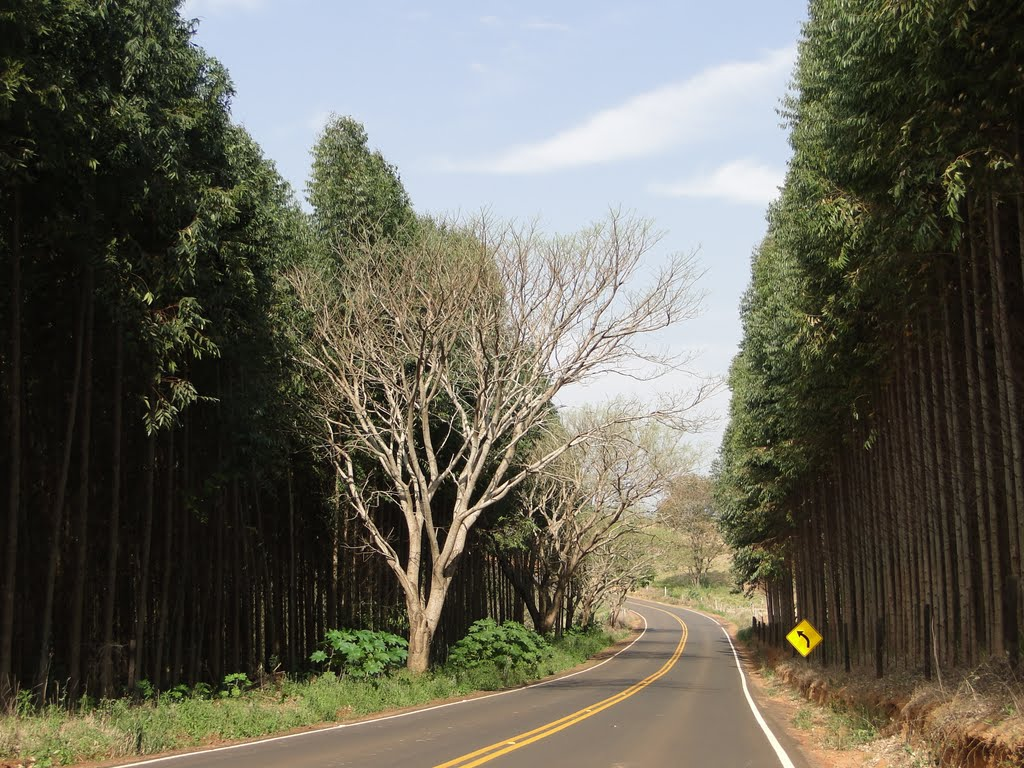
Estrada vicinal de acesso.

### Área territorial
A área territorial do distrito é de 52,434 km².

### Rodovias
O principal acesso de Santa Cruz dos Lopes é a estrada vicinal que liga o distrito à SP-281.

### Hidrografia
O distrito localiza-se às margens do Rio Itararé, na divisa do estado de São Paulo com o Paraná.

## Serviços públicos

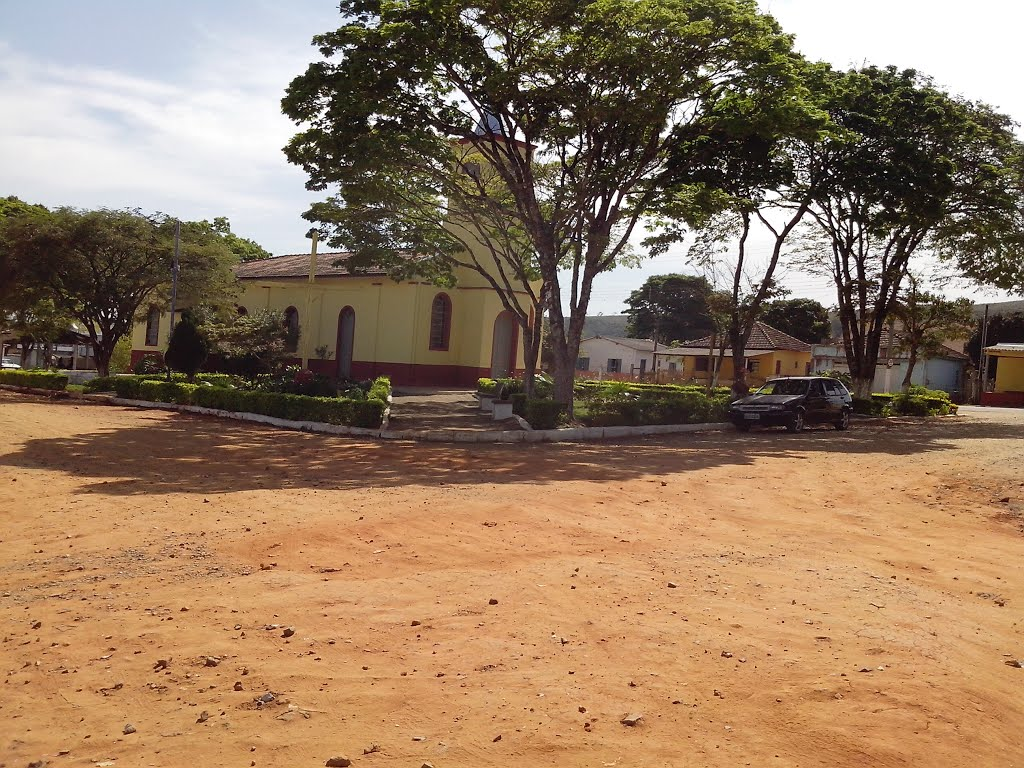
Praça.

### Registro civil
Feito na sede do município, pois o distrito não possui Cartório de Registro Civil das Pessoas Naturais.

### Saneamento
O serviço de abastecimento de água é feito pela Companhia de Saneamento Básico do Estado de São Paulo (SABESP).

### Energia
A responsável pelo abastecimento de energia elétrica é a Neoenergia Elektro, antiga CESP.

## Religião

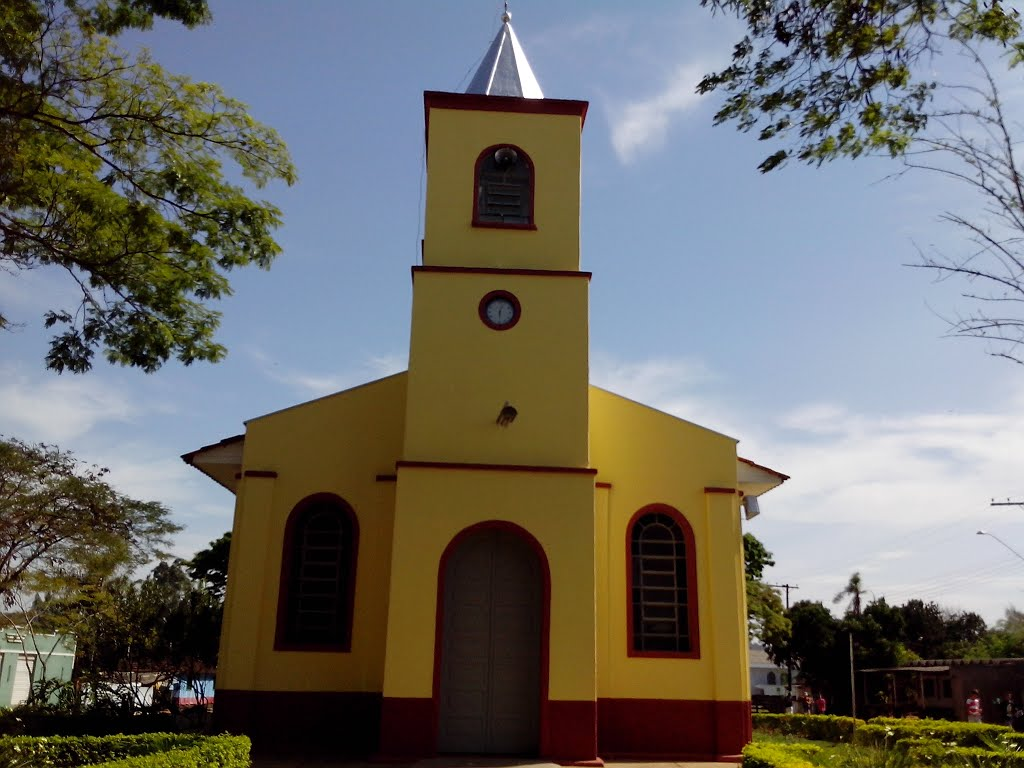
Igreja.

O Cristianismo se faz presente no distrito da seguinte forma:

### Igreja Católica
- A igreja faz parte da Diocese de Itapeva[19].

### Igrejas Evangélicas
- Congregação Cristã no Brasil[20].